# Winston Clifford
Winston Clifford (Islington, 19 september 1965) is een Britse jazzdrummer.

## Biografie
Clifford begon op 14-jarige leeftijd met het drumspel, studeerde in 1979 bij Bill Eyden (de drummer van Tubby Hayes) en bezocht in 1985 de Guildhall School of Music and Drama in Londen, waar hij studeerde bij Trevor Tomkins. Hij speelde in Londen o.a. met Courtney Pine, Julian Joseph, Jason Rebello, de Steve Williamson Band, Pete King, Bheki Mseleku en had een jarenlange samenwerking met Jonathan Gee en met Orphy Robinson (midden jaren 1980 tot midden jaren 1990). Vanaf 1996 behoorde hij tot het kwartet van Tim Garland, tijdens de jaren 1990 tot de band Mistura van de fluitist Rowland Sutherland en tot Roadside Picnic van Mario Castronari. Ook werkte hij in het kwartet van Tony Koff met Frevo van Dylan Fowler, in de combo's van Eddie Jones, met Ciyo Brown, Juwan Agungbe en Mo Nazam. Hij speelde met doorreizende muzikanten als Art Farmer, Eddie Harris, Monty Alexander (met wie hij in 1991 toerde), Archie Shepp, Dave Valentin, Larry Coryell, Slim Gaillard en begeleidde de zangeres Carmen Lundi, met wie hij ook in New York speelde.
Clifford nam op met Roadside Picnic, Frevo, Jean Toussaint, Andy Hamilton, Zoe Rahman, het trio van Brian Dee, het kwintet van Harry Beckett, Cold Cherry Soup rond Arnie Somogyi en met Jan Ponsford.